# Вальденбург (Вюртемберг)
Вальденбург (нем. Waldenburg) — город в Германии, в земле Баден-Вюртемберг.
Подчинён административному округу Штутгарт. Входит в состав района Хоэнлоэ. Подчиняется управлению «Хоэнлоэр Эбене». Население составляет 3004 человека (на 31 декабря 2010 года). Занимает площадь 31,55 км². Официальный код — 08 1 26 085.
Город подразделяется на 3 городских района.

## Фотографии

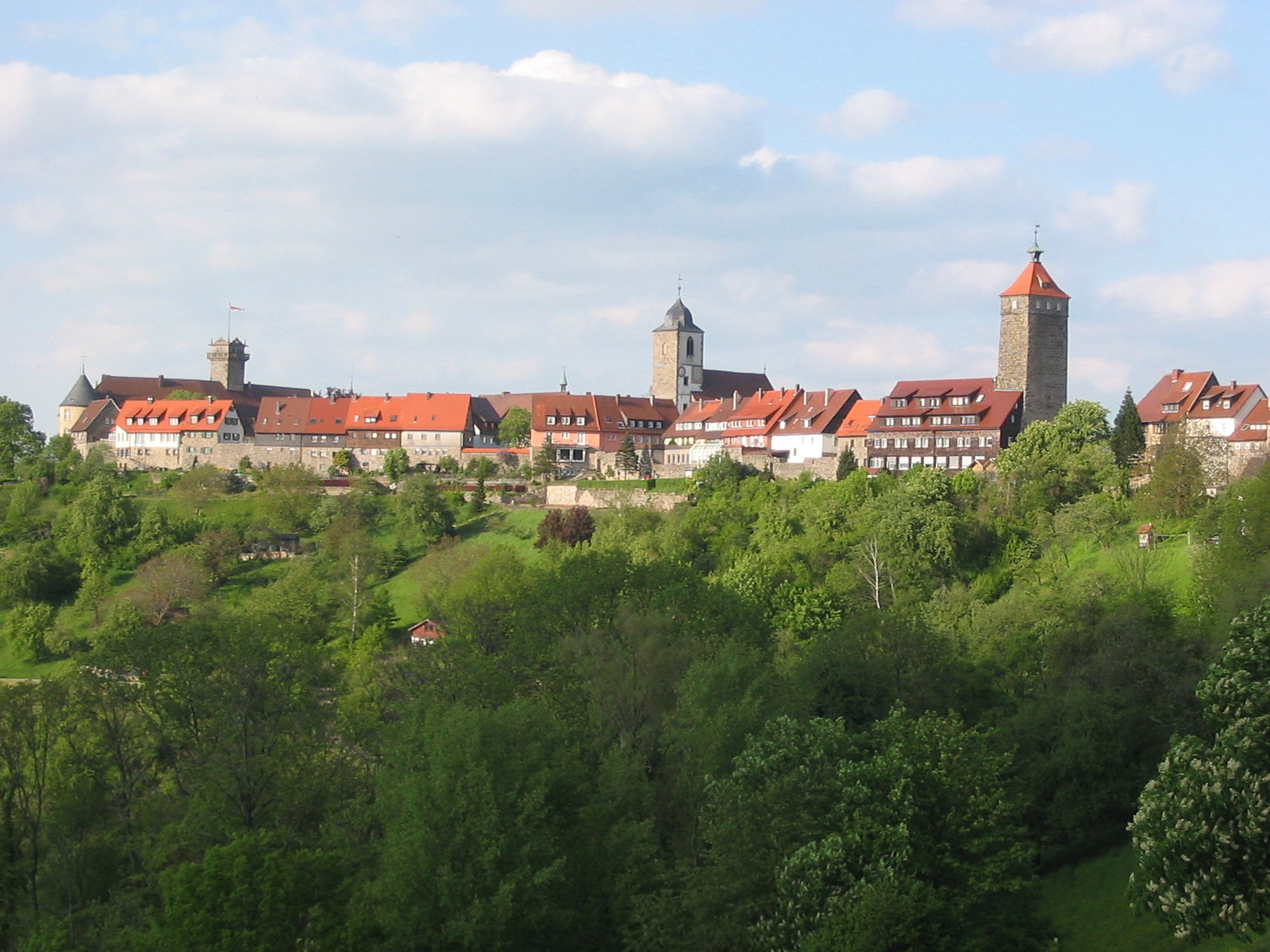
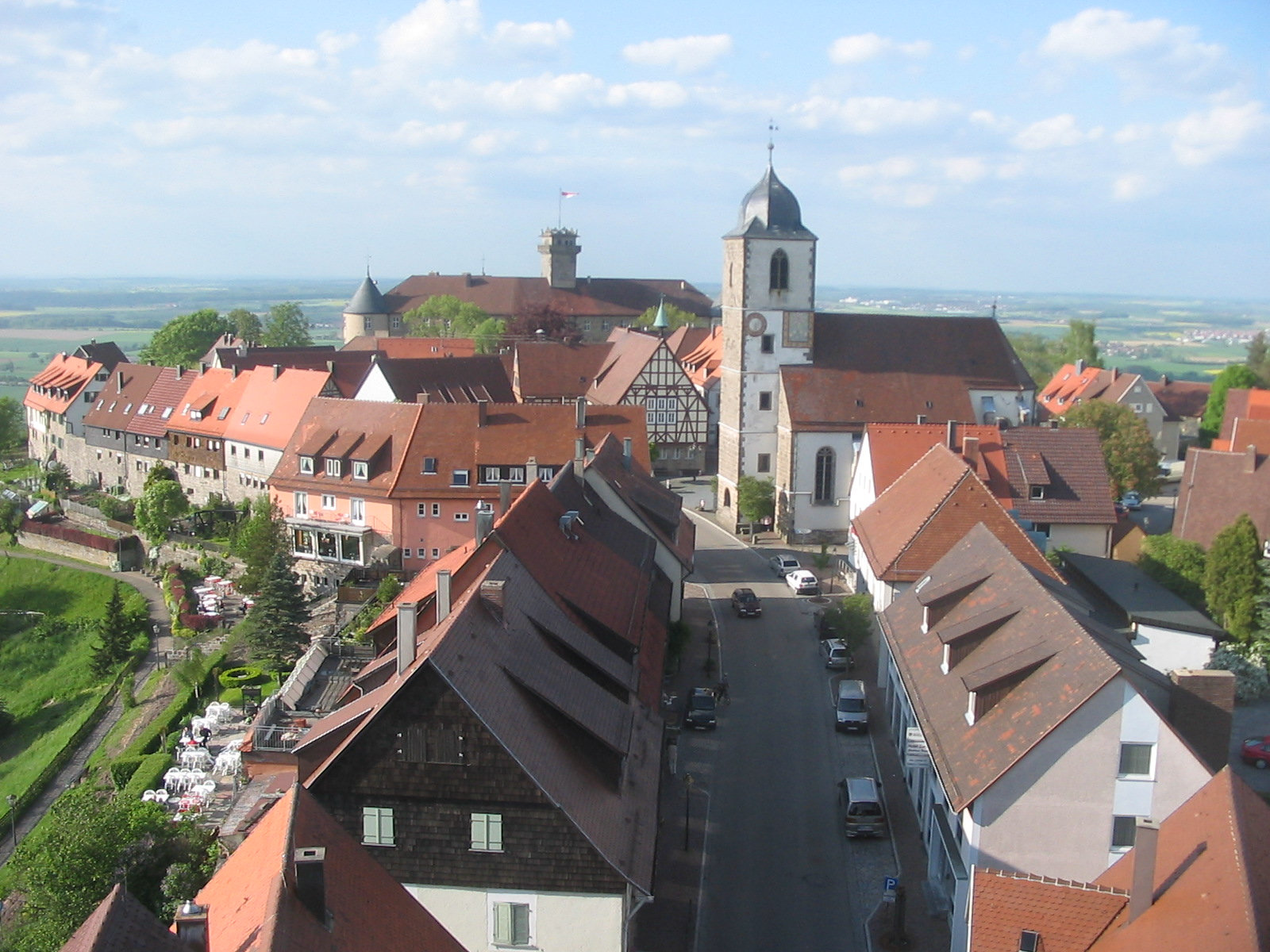
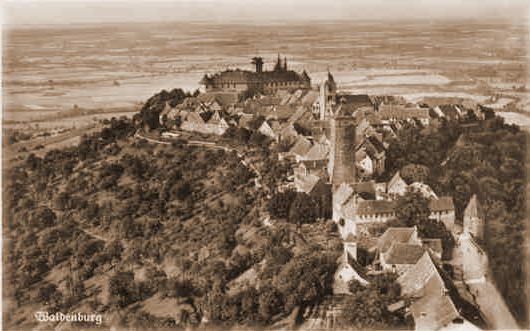